# Stay Ugly
Stay Ugly (стилизованный как STAY UGLY; с англ. — «Остаться уродливым») — второй сольный мини-альбом российского хип-хоп исполнителя Артёма Кулика, более известного под сценическим псевдонимом Boulevard Depo, вышедший 22 февраля 2019 года на лейбле Warner Music Russia. Над музыкальным релизом также работали продюсеры Highself, SP4K, Airblade и другие.

## Предыстория
17 января 2019 года Артём опубликовал отрывок нового трека, который впоследствии попал на данный мини-альбом и получил название Chronic Talk. 11 февраля 2019 года Boulevard Depo в своём Instagram-аккаунте представил обложку музыкального релиза, автором которой стал художник из творческого объединения «Dopeclvb» — Nickie Zimov, а также анонсировал и дату выхода мини-альбома — 22 февраля. Основой для создания обложки мини-альбома послужил скриншот из видео-интервью Boulevard Depo для журнала «Vogue».

## Релиз и продвижение
22 февраля 2019 года состоялся долгожданный релиз второго мини-альбома Boulevard Depo под названием Stay Ugly, состоящий из шести сольных композиций и вышедший на лейбле Warner Music Russia. Над музыкальным релизом также работали продюсеры Highself, Dante, Pretty Scream, SP4K и Airblade. Сразу после релиза, Stay Ugly занял первое место в альбомных чартах iTunes, Apple Music и ВКонтакте, а также получил положительные отзывы от различных изданий и от самих слушателей.
29 марта 2019 года вышел музыкальный видеоклип на трек No Flag с данного мини-альбома. А роль камео в нём исполнили Lovesomemama, Хаски и Ефим Барашков (ранее известный как Acid Drop King).

## Участники записи
Текст / вокал:
- Boulevard Depo — треки 1—6

Музыка:
- Highself — трек 1
- Dante — трек 2
- Pretty Scream — трек 3
- SP4K — трек 4
- Airblade — треки 5—6

Студия звукозаписи:
- DZK Records

Сведение / мастеринг:
- The Max Pirat

Дизайн обложки:
- Nickie Zimov

## Список композиций
| №                   | Название            | Автор(ы)                       | Продюсеры           | Длительность |
| ------------------- | ------------------- | ------------------------------ | ------------------- | ------------ |
| 1.                  | «Катафалк»          | Артём Кулик Кирилл Коряковский | Highself            | 2:39         |
| 2.                  | «No Flag»           | Артём Кулик Эрик Оразов        | Dante               | 2:21         |
| 3.                  | «Loot»              | Артём Кулик Игорь Негуляев     | Pretty Scream       | 2:41         |
| 4.                  | «Должен»            | Артём Кулик Алексей Сущик      | SP4K                | 3:00         |
| 5.                  | «Chronic Talk»      | Артём Кулик Артём Горностаев   | Airblade            | 2:43         |
| 6.                  | «Druг»              | Артём Кулик Артём Горностаев   | Airblade            | 2:13         |
| Общая длительность: | Общая длительность: | Общая длительность:            | Общая длительность: | 15:37        |